# الفيلق الرابع فلافيا فيلكس

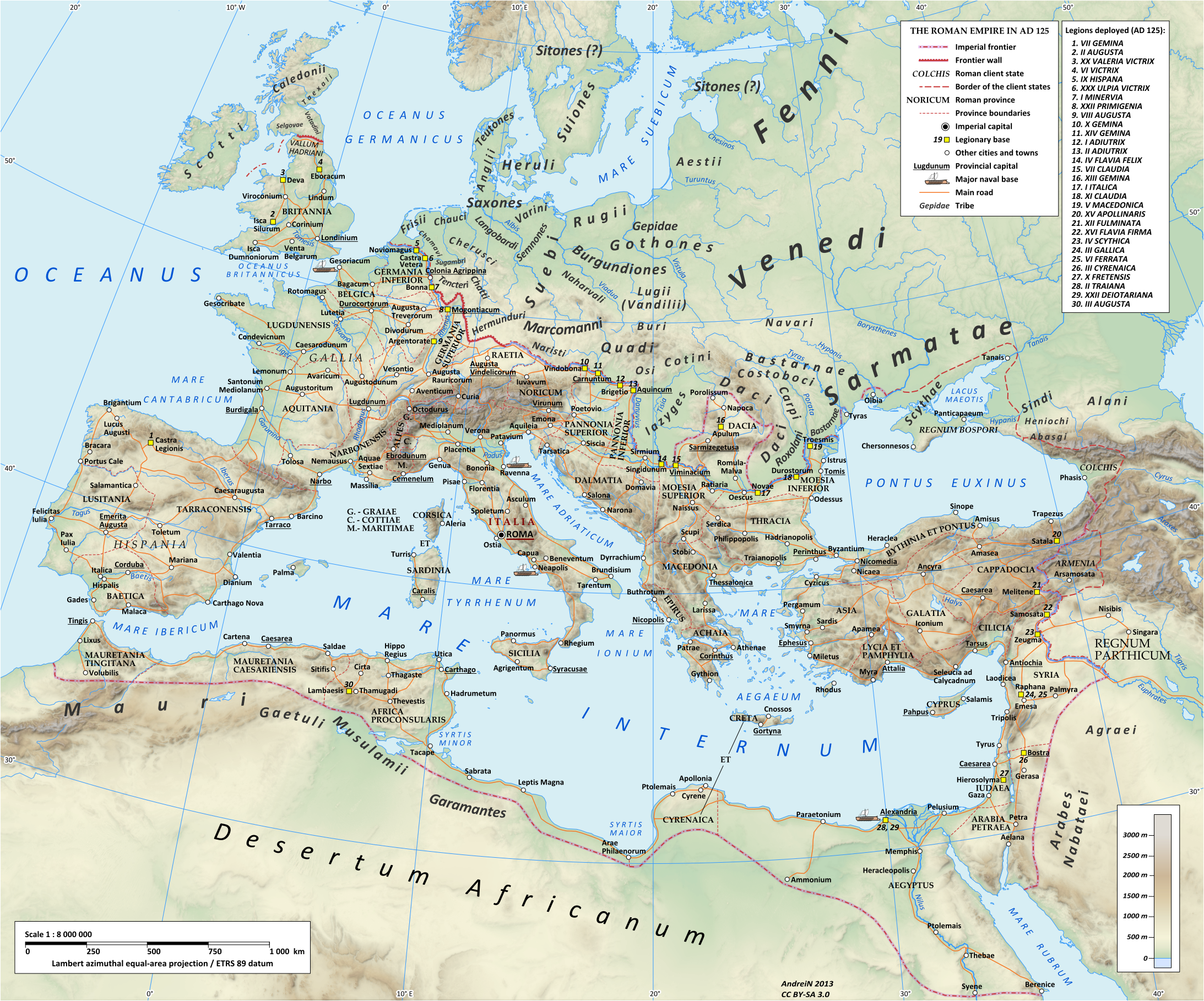
خريطة الإمبراطورية الرومانية سنة 125م تحت حكم الإمبراطور هادريان، تُظهر الفيلق الرابع فلافيا فيلكس متمركزًا في وادي الدانوب في سينغدونم بمقاطعة مويسيا الرومانية.

الفيلق الرابع فلافيا فيلكس هو فيلق روماني في الجيش الإمبراطوري الروماني، تأسس الإمبراطور فسبازيان سنة 70م من عناصر الفيلق الرابع المقدوني المُنحلّ. تمركز الفيلق في مقاطعة مويسيا الرومانية في النصف الأول من القرن الخامس الميلادي، وكان رمزه الأسد.

## وصلات خارجية
- livius.org account of Legio IIII Flavia Felix
- Reenactment Legion based in Southern Ontario, Canada portraying IIII Flavia Felix